# Rolls-Royce 10 hp
Der Rolls-Royce 10 hp war der erste Pkw, der aufgrund eines Vertrages zwischen Charles Rolls und Henry Royce vom 23. Dezember 1904 gebaut wurde und den Namen Rolls-Royce bekam. Der 10 hp wurde in der Firma von Henry Royce, der Royce Ltd. im Ortsteil Trafford Park in Manchester, gebaut und vom Autohandelshaus von Charles Rolls, der C. S. Rolls & Co. zum Preis von GBP 395 verkauft. Der 10 hp wurde auf dem Pariser Autosalon im Dezember 1904 zusammen mit den Schwestermodellen 15 hp und 20 hp und einem Motor für den 30 hp ausgestellt.

## Beschreibung
Der 10 hp war aus Henry Royces erstem Auto, dem Royce 10, entwickelt worden, von dem im Jahre 1903 drei Prototypen entstanden waren. Der Royce 10 wiederum basierte auf einem gebraucht von Royce erworbenen Decauville, den er technisch verbesserte. Insbesondere gelang es Royce, den Wagen wesentlich leiser als alle anderen existierenden Automobile zu machen. Anders als der Royce 10, der einen oben flachen Kühler besaß, hatte der Rolls-Royce 10 hp einen Kühler mit dreieckigem Aufsatz, wie er in allen künftigen Rolls-Royce-Automobilen zu sehen sein würde.
Der Motor war ein wassergekühlter Reihen-Zweizylinder mit zunächst 1810 cm³ Hubraum (Bohrung × Hub = 95,25 mm × 127 mm), der später auf 2059 cm³ (Bohrung × Hub = 101,6 mm × 127 mm) aufgebohrt wurde. Es handelte sich um einen gegengesteuerten Motor, bei dem die Einlassventile im Kopf hingen, während die Auslassventile seitlich standen.
Der Motor beruhte ebenfalls auf einer früheren Konstruktion von Henry Royce, hatte aber eine verbesserte Kurbelwelle. Er leistete 12 bhp (8,8 kW) bei 1000 min−1. Der Monoblockmotor bestand aus Gusseisen; das Kurbelwellengehäuse aus Aluminium. Der Zylinderkopf war nicht abnehmbar. Die Verdichtung betrug 3:1. Den Sprühvergaser hatte Royce entwickelt. Das Dreigang-Getriebe war nicht mit dem Motor verblockt. Es übertrug die Kraft mittels Konuskupplung und offen geführter Kardanwelle auf die Hinterachse. Die Fußbremse wirkte auf das Getriebe und die Handbremse auf Trommelbremsen an den Hinterrädern. Das Fahrgestell bestand aus einem Leiterrahmen aus Stahlträgern, in dem ein weiterer Rahmen das Getriebe stützte. Vorder- und Hinterachse waren an halbelliptischen Längsblattfedern aufgehängt. Die Holz-Artillerieräder hatten die Dimension 810 × 90. Der kleine Wagen besaß einen Radstand von 1905 mm und eine Spur von 1219 mm. Er erreichte eine Höchstgeschwindigkeit von 63 km/h.
Es sollten 20 Exemplare gefertigt werden, am Ende waren es aber nur 16 Stück, weil man dachte, dass ein Zweizylindermotor nicht zu der neuen Marke passte. Der letzte 10 hp entstand 1906.
Rolls-Royce lieferte nur das Fahrgestell und den Antrieb, aber nicht die Aufbauten. Die Kunden erhielten die Wagen ohne Karosserie und mussten sich selbst um einen Stellmacher bemühen, wobei ihnen der Hoflieferant Barker & Co. in London empfohlen wurde. Neben dem 2-sitzigen Runabout war gemäß Rolls-Royce Katalog von 1905 auch ein Barker-Tonneau für vier Personen zu GBP 395 erhältlich. Der Zugang zu den hinteren Plätzen erfolgte durch seitliches Wegklappen eines Vordersitzes.

## Noch existierende Fahrzeuge
Vier 10 hp haben überlebt, der älteste von 1904 mit der Fahrgestellnr. 20154 und dem amtlichen Kennzeichen U44 wurde im Dezember 2007 an einen privaten Sammler von Bonham’s Auctioneers für GBP 3,2 Mio. (ca. GBP 3,6 Mio. einschl. Provision und Steuern) versteigert. Der Wagen mit der Fahrgestellnr. 20162 und dem amtlichen Kennzeichen AX148 aus dem Jahre 1905 gehört der UK Science Museum Collection und ist normalerweise im Museum of Science and Industry in Manchester ausgestellt. Ein Wagen von 1907 mit der Fahrgestellnr. 20165 und dem amtlichen Kennzeichen SU13 gehört Bentley. Ein vierter Wagen mit der Fahrgestellnr. 20159 soll sich in einer privaten Sammlung befinden.
Der US-amerikanische Modellhersteller Franklin Mint bot ein sehr detailliertes Modell des 10 hp Tonneau von 1905 im Maßstab 1:16 an (Art. #B11E797).